# Sunburned Hand of the Man

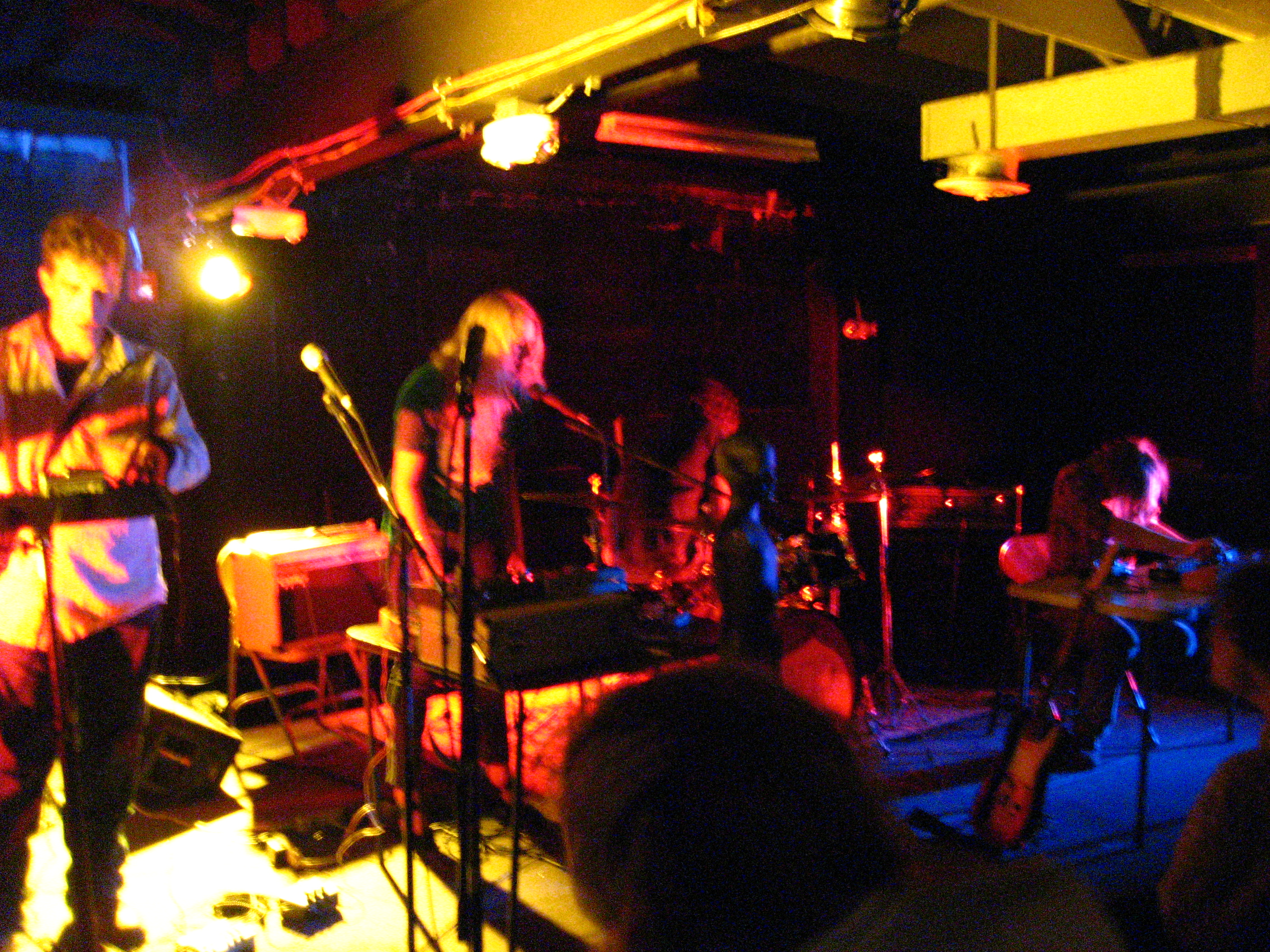
Sunburned Hand of the Man

Sunburned Hand of the Man est un groupe de rock psychédélique américain formé en 1997.
La formation a connu d'incessants changements, tant au niveau de ses membres que de ses compositions et des instruments utilisés, qui pouvaient varier d'un concert à l'autre. Les disques sont édités chez Eclipse Records mais également chez bon nombre d'autres petits labels; le groupe produit également de nombreux d'album en éditions limitées sur CD-R via leur propre label Manhand. En 2005 le groupe a fait une tournée aux États-Unis pour jouer au Arthurfest de Los Angeles avec Magik Markers. Beaucoup attribuent à Sunburned Hand of the Man une contribution fondamentale au renouveau du folk de ces dernières années (New Weird America).

## Discographie choisie
- 1994 Shit Spangled Banner (cassette autoproduite, Ecstatic Peace! Yod Ass Run LP)
- 1997 Mind Of A Brother (Manhand 001, CD)
- 1998 Piff's Clicks (Manhand 002, CD)
- 2001 Jaybird (Manhand 003, CD)
- 2001 Wild Animal (Manhand 004, CD)
- 2001 The Healers Barrel (Manhand 005, CD)
- 2002 The Book of Pressure (Manhand 006, CD)
- 2002 The Agoraphobic Christcycle (Manhand 007, CD)
- 2002 Headdress (Records, LP)
- 2002 Jaybird (Qbico, LP)
- 2002 Sopra L'Influsso - vidéo - (Qbico)
- 2003 Shit Spangled Banner-Inflated with Self-Hatred (Manhand 008, CD)
- 2003 Closer to the Bone (Manhand 009/010, CD)
- 2003 Magnetic Drugs (Manhand 011, CD)
- 2003 The Trickle Down Theory of God Knows What (Eclipse, LP, CD)
- 2003 The Sunburned Hand of the Man (LP)
- 2003 Hoof Trip (Riot Season, 7")
- 2004 Soft (Manhand 012)
- 2004 Rare Wood (Spirit of Orr, CD)
- 2004 The Secret in Disguise (Finga 013, CD)
- 2004 No Magic Man (Bastet, CD)
- 2005 Zample (Manhand 014, CD)
- 2005 Anatomy (Manhand 024, CD)
- 2005 Wedlock (Eclipse, double LP)
- 2005 Complexion (Records, LP)
- 2006 The Mylar Tantrum (Three Lobed Recordings, CD)
- 2007 Z (Ecstatic Peace!, CD)
- 2007 The Blaze Game (Conspiracy Records) - collaboration avec Circle sous le nom de Sunburned Circle
- 2007 Fire Escape (Smalltown Supersound) - produit par Four Tet

## Source
- (en) Cet article est partiellement ou en totalité issu de l’article de Wikipédia en anglais intitulé « Sunburned Hand of the Man » (voir la liste des auteurs).